# Ферзен, Ева Софи фон
Ева Софи фон Ферзен (швед. Eva Sophie von Fersen, в замужестве Piper; 1757—1815) — шведская дворянка, графиня.
Стала известна как одна из пяти женщин, которые были членами масонских лож в Швеции в XVIII веке: наряду с Хедвиг Элеонорой фон Ферзен, Ульрикой Катариной Брахе, Кристиной Шарлоттой Стиернельд и Гедвигой Гольштейн-Готторпской.

## Биография
Родилась 30 марта 1757 года. Была дочерью Фредерика Акселя фон Ферзена и его жены Хедвиг Катарины Делагарди.
Как член одной из самых влиятельных знатных семей в Швеции, Ева участвовала в придворной жизни, до замужества никогда не была в роли фрейлины), что было обычным делом для девушки её статуса. Описывалась современниками как светская красавица. В 1774 году ей сделал предложение младший брат короля Густава III — Фредрик Адольф, герцог Эстергётландский, который до этого безуспешно предлагал руку и сердце своей кузине Ульрике фон Ферзен. Но отец запретил этот брак, так как не хотел связывать свою семью с королевской. В 1777 году Софи фон Ферзен вышла замуж за камергера графа Адольфа Людвига Пипера (1750—1795), владевшего замком Ängsö slott. Несмотря на замужество, Ева Софи имела связи с другими мужчинами двора.
В 1774 году её матери — Хедвиг Катарине было поручено Густавом III встретить невесту своего брата принца Карла — Гедвигу Гольштейн-Готторпскую — по её прибытии в Швецию. Мать фон Ферзен уехала в Висмар (Шведская Померания) со свитой, в которой находились четыре специально назначенных дамы, двое придворных мужчин и её собственная дочь Ева Софи. Гедвига Гольштейн-Готторпская познакомилась с Евой Софи и оставалась тесно связанной с семьей фон Ферзен.
Ева Софи фон Ферзен и её брат Ханс Аксель фон Ферзен были густавианцами. Когда шведский король Густав IV Адольф был свергнут во время государственного переворота 13 марта 1809 года, его на престоле сменил дядя — Карл XIII. Вскоре наследный принц Швеции Карл Август скоропостижно умер от инсульта (что было подтверждено вскрытием), но ходили слухи, что он был отравлен густавианцами, главными из которых считали Еву Софи и Ханса Акселя. Когда тело Карла Августа везли в шведскую столицу, фон Ферзен в качестве риксмаршала ехал впереди процессии, чем вызвал возмущение толпы, которая 20 июня 1810 года набросилась на него и убила.
Была угроза Еве фон Ферзен разделить судьбу брата, поэтому она в ту же ночь бежала из Стокгольма под видом горничной и на следующее утро получила убежище в замке Rydboholms slott. На следующий день с разрешения короля Карла XIII она переехала в более безопасное место, в Ваксхольмской крепости. Затем, покинув Ваксхольм, она прожила на пенсии в замке Löfstad slott в Эстергётланде. Здесь Ева Софи умерла 11 февраля 1816 года.
Дети, родившиеся в семье Евы Софи и Адольфа Пипера:
- Axel Adolf (1778—1827),
- Sophie Ulrica (1779—1848),
- Hedvig Eleonora (1779—1779),
- Charlotta Christina (1783—1798),
- Карл Фредерик[англ.] Carl Fredrik (1785—1859).

## Память
Ева Софи фон Ферзен является одним из главных героев романов Анны Ларссон: «Barnbruden» (2013), «Pottungen» (2014) и «Räfvhonan» (2015).